# Mönchstraße 44 (Stralsund)
Das Gebäude Mönchstraße 44 in Stralsund ist ein denkmalgeschütztes Bauwerk in der Mönchstraße.

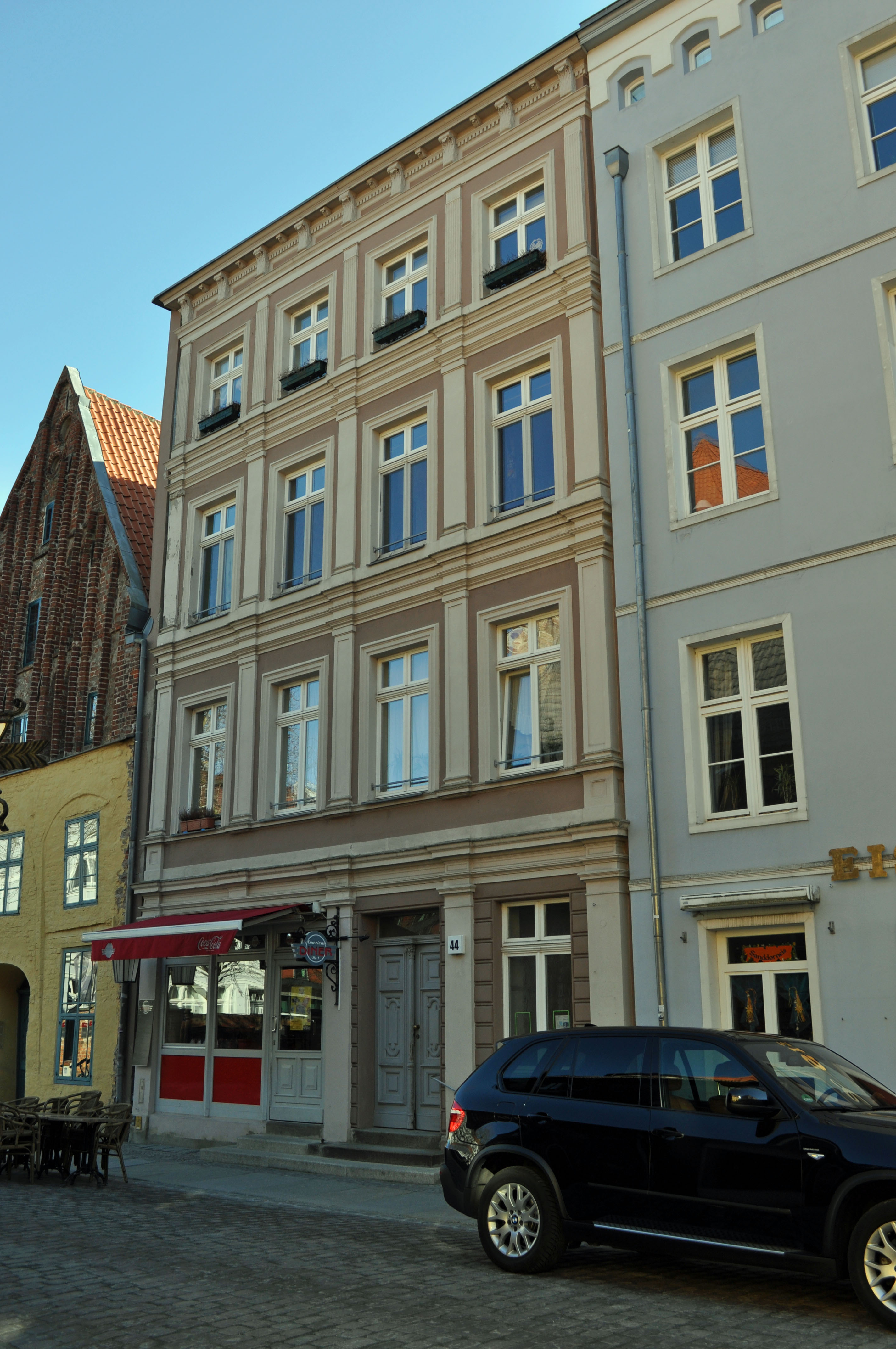
Haus Mönchstraße 44 in Stralsund (2012)

Das viergeschossige, vierachsige Haus wurde in der zweiten Hälfte des 19. Jahrhunderts errichtet. Die verputzte Fassade wird durch Gurtgesimse, Pilaster und ein Konsoltraufgesims gegliedert.
Das Haus im Kerngebiet des von der UNESCO als Weltkulturerbe anerkannten Stadtgebietes des Kulturgutes „Historische Altstädte Stralsund und Wismar“ ist in die Liste der Baudenkmale in Stralsund eingetragen.